# Cratere Petrarca
Petrarca è un cratere da impatto sulla superficie di Mercurio.
Il cratere è dedicato al poeta italiano Francesco Petrarca.